# Michel Mollat du Jourdin
Michel Mollat du Jourdin, né le 13 juillet 1911 à Ancenis et mort le 11 novembre 1996 à Reims, est un historien et universitaire français du XXe siècle.

## Biographie

### Famille
Il appartenait à une famille ancienne du patriciat nantais qui avait joué un rôle de premier plan dans l'essor économique de Nantes au XVIIIe siècle. Le père de Michel Mollat, Emmanuel Mollat (né le 27 janvier 1866 à Nantes), est, au moment de la naissance de son fils, capitaine au 64e régiment d'infanterie avant d'être promu chef de bataillon et de présider la Société archéologique et historique de Nantes et de Loire-Atlantique entre 1931 et 1934. Sa mère, Jeanne Bonamy, est la fille du bâtonnier de Nantes Édouard Bonamy (1828-1877) et la petite-nièce d'Eugène Bonamy. Frère de Guy Mollat du Jourdin, il est le cousin germain de Mgr Guillaume Mollat. Michel Mollat se marie en 1933 avec une Deshais du Portail. C'est par un jugement rendu le 13 février 1952 par le tribunal de Laon que le nom de famille de Michel Mollat est officiellement modifié en Mollat du Jourdin.

### Carrière universitaire
Il a été professeur à l'université de Paris IV, directeur d'études à l’École pratique des hautes études (IVe section)
Médiéviste, Michel Mollat du Jourdin a consacré quatorze années de son enseignement à l'étude de la pauvreté : travaux de séminaires, mémoires, thèses, missions en France, en Amérique et au Proche-Orient lui ont fourni l'occasion d'étudier les problèmes économiques et sociaux, moraux et religieux que posent la pauvreté.
Son édition précise et savante, en 1953, du manuscrit du journal du procureur Jean Dauvet, exécuteur pour le roi de la saisie et de la vente des biens du marchand Jacques Coeur, a achevé "de gagner à M. Mollat la reconnaissance des historiens du XVe siècle" et particulièrement des historiens de l'économie et de l'histoire matérielle pour lesquelles le document est d'un secours précieux.
Il fut reçu membre de l'Académie des inscriptions et belles-lettres, en 1978, et siégea au sein de cette institution jusqu'à sa mort. Il a été président d’honneur de la Commission internationale d’histoire maritime.

## Distinctions
- Chevalier de la Légion d'honneur
- Commandeur de l'ordre des Palmes académiques
- Chevalier de l'ordre du Mérite maritime
- Grand officier de l'ordre de l'Infant Dom Henri
- Commandeur du mérite de l'ordre de Malte

## Publications
- Le Commerce maritime normand à la fin du Moyen Âge, Paris, Plon, 1952. - Prix Gobert 1953 de l’Académie des inscriptions et belles-lettres.
- Les affaires de Jacques Cœur, Journal du procureur Dauvet, Paris, Colin, 1952-53 (Affaires et gens d'affaires, n°s 2 et 2bis), 2 vol., in-8°, 696p.
- Histoire universelle des explorations, vol. 1, Nouvelle librairie de France, 1957, avec Louis-René Nougier et Jean Beaujeu
- (Dir.), Le Rôle du sel dans l'histoire, Paris, PUF, 1968
- Michel Mollat du Jourdin et Philippe Wolff, Ongles bleus, Jacques et Ciompi, les révolutions populaires en Europe aux XIVe et XVe siècles, Paris, Calmann-Lévy, coll. « Les Grandes vagues révolutionnaires », 1970, 333 p. (présentation en ligne). Réédition : Michel Mollat du Jourdin et Philippe Wolff, Les Révolutions populaires en Europe aux XIVe et XVe siècles, Paris, Flammarion, coll. « Champs » (no 279), 1993, 332 p. (ISBN 2-08-081279-3).
- (dir.), Études sur l'histoire de la pauvreté (Moyen Âge-XVIe siècle), Paris, Publications de la Sorbonne, 1974.
- Études d'histoire maritime, Turin, 1977.
- (dir.), Histoire de Rouen, Toulouse, Privat, 1979.
- Avec Jacques Habert : Giovanni et Girolamo Verrazano, navigateurs de François Ier, Paris, Imprimerie nationale, 1982, 242 p.
- Michel Mollat du Jourdin, Jacques Cœur ou l'esprit d'entreprise au XVe siècle, Paris, Aubier, coll. « Collection historique », 1988, 494 p. (ISBN 2-7007-2213-2, présentation en ligne).
- Les Explorateurs du XIIIe au XVIe siècle, Jean-Claude Lattès, 10 octobre 1984
- L'Europe et la Mer, Paris, Le Seuil, coll. « Faire l'Europe », 1993, 352 p.

### Sources et bibliographie
- Pierre Toubert, « Allocution à l'occasion du décès de M. Michel Mollat du Jourdin, académicien ordinaire », Comptes rendus de l'Académie des inscriptions et belles-lettres, no 4 (140e année),‎ 1996, p. 1275-1277 (lire en ligne).